# Gare de Katsutadai
La gare de Katsutadai (勝田台駅, Katsutadai-eki) est une gare ferroviaire située à Yachiyo, dans la préfecture de Chiba au Japon. Cette gare est exploitée par la compagnie Keisei.

## Situation ferroviaire
La gare de Katsutadai est située au point kilométrique (PK) 40,3 de la ligne principale Keisei.

## Historique
La gare a été inaugurée le 1er mai 1968.

## Service des voyageurs

### Accueil
La gare dispose d'un bâtiment voyageurs avec guichets, ouvert tous les jours.

### Desserte
- Ligne principale Keisei :
  - voie 1 : direction Aoto (interconnexion avec la ligne Keisei Oshiage pour Oshiage) et Keisei Ueno
  - voie 2 : direction Keisei Narita et aéroport de Narita

### Intermodalité
La gare de Tōyō-Katsutadai, terminus de la ligne Tōyō Rapid, est située à proximité immédiate de la gare.